# Guará Rugby Clube
O Guará Rugby Clube, também conhecido simplesmente por Guará, é um clube de Rugby com sede na cidade de Canela, estado do Rio Grande do Sul, Brasil. Fundado no dia 22 de fevereiro de 2003. O clube é filiado à Confederação Brasileira de Rugby e à Federação Gaúcha de Rugby.

## História
Fundado em 2003, participou do primeiro torneio organizado pela Federação Gaúcha, em 2006, sagrando-se vice-campeão no Circuito Gaúcho de
Rugby 7s daquele ano. Foi ainda terceiro colocado em 2007 e campeão em 2009.

## Títulos
Categoria Adulto Masculino
- Circuito Gaúcho de Rugby Sevens campeão 1 vez (2009)
- Campeonato Gaúcho de Rugby vice-campeão 1 vez (2006)

Campeonato Gaúcho de Rugby 3º lugar 1 vez (2007)
- Torneio Pré-Gauchão de Rugby Sevens 4º lugar (2007)